# Repubblica Bergamasca
La Repubblica Bergamasca (13 marzo - 29 giugno 1797) fu una municipalità giacobina di epoca napoleonica. Aveva come territorio gran parte dell'attuale Provincia di Bergamo, ossia quella che aveva costituito il Territorio di Bergamo, all'epoca abitato da 220mila persone.
Nacque a seguito dell'occupazione militare francese della città di Bergamo, allora appartenente alla Repubblica di Venezia, e confluì infine nella Repubblica Cisalpina.

## Instaurazione della repubblica rivoluzionaria
Le truppe francesi del generale Baraguey fecero ingresso a Bergamo il giorno di Natale del 1796, senza combattimenti. In accordo con il podestà veneto, il Conte Ottolini, e il Provveditore Straordinario di Terraferma, Francesco Battaglia,si concordò anche il ritiro delle truppe veneziane dalla città.
Il 13 marzo 1797 veniva così proclamata dai giacobini la Repubblica Bergamasca. Il capitano Ottolini, minacciato di arresto, partiva per Brescia, mentre veniva eletta la nuova municipalità, formata da 24 persone, che istituiva anche la formazione militare della Legione Bergamasca.
Due giorni dopo la Repubblica votava l'annessione alla Repubblica Cispadana, e venivano rimossi i simboli veneti dalle porte delle Mura. L'Albero della libertà veniva eretto in Piazza Vecchia, oltre che nelle contrade.

## La Costituzione del 24 marzo
Il 24 marzo venne approvata la Costituzione della Repubblica Bergamasca.
La nuova amministrazione prevedeva la divisione del territorio in cantoni sovracomunali. In ogni località che avesse voluto costituirsi in comune, i cittadini si sarebbero dovuti riunire in chiesa, sotto l'autorità del parroco, e nominare un deputato. Questi, assieme agli altri deputati dei comuni del cantone, avrebbero nominato tre deputati permanenti, membri della municipalità del cantone. I tre deputati permanenti, riuniti nella chiesa del capoluogo del cantone, avrebbero scelto il deputato rappresentante del cantone. Una volta convocato a Bergamo, questi avrebbe dovuto comunicare l'accettazione dei nuovi organi amministrativi, portando le liste dei rappresentanti dei comuni.
La Municipalità di Bergamo sarebbe stata formata da 24 membri.
Il 17 aprile 1797 si tennero i comizi generali: gli uomini dotati di potere di voto si riunirono in ogni chiesa per eleggere i propri rappresentanti. Fu il primo voto a suffragio universale maschile della storia bergamasca, concesso a tutti gli uomini sopra i 21 anni.

### Suddivisione del territorio
La Repubblica venne suddivisa in 14 cantoni, questi a loro volta furono suddivisi in comuni:
- città di Bergamo
- Cantone di Almenno[5]:
  - Almenno San Salvatore; Almenno San Bartolomeo; Almè, Annunciata di Blello; Berbenno; Botta; Brembilla; Capizzone; Clanezzo; Costa; Fuipiano; Gerosa; Locatello; Ponteranica; Roncola; Rosciano; Rota dentro; Rota fuori; S. Bernardino di Cepino; San Giacomo di Selino; San Michele di Bedulita; Sant’Omobono; San Simone; Sedrina; Strozza; Valsecca; Villa d'Almè; Ubiale
- Cantone di Alzano
- Cantone di Calepio
- Cantone di Caprino
- Cantone di Clusone
- cantone di Endine
- Cantone di Gandino
- Cantone di Martinengo[6]:
  - Bolgare; Calcinate; Cavernago; Cividate; Cortenuova; Fara Olivana; Ghisalba; Malpaga; Martinengo; Mornico; Palosco; Romano; Telgate
- cantone di Piazza
- cantone di Ponte
- cantone di Seriate
- cantone di Verdello[7]:
  - Albegno; Arcene; Bariano; Boltiere; Ciserano; Cologno; Colognola; Comun Nuovo; Curnasco; Grumello del Piano; Lallio; Levate; Lurano; Mariano; Morengo; Osio Sopra; Osio Sotto; Pognano; Sabbio; Sforzatica; Sforzatica d'Oleno; Spirano; Stezzano; Treviolo; Verdello Minore; Urgnano; Verdello
- cantone di Vilminore
- cantone di Zogno

La suddivisione sopravvisse all'inglobamento nella Repubblica Cisalpina, fino al marzo 1798..

## La contro-rivoluzione nelle valli
Nelle valli, e specialmente in Valle Imagna, prendeva però forma una sorta di contro-rivoluzione. Secondo alcuni autori e studiosi filo-veneziani, le ragioni della ribellione sono da ricercare nella fedeltà dei valligiani alla Repubblica di Venezia.
In realtà sarebbe più plausibile, come comunemente accettato da molti storici e come emerge dalle stesse amichevoli lettere dei valligiani dirette ai francesi di stanza in città, che gli abitanti delle valli si siano ribellati per proteggere i loro secolari privilegi economici e fiscali. Non a caso le esenzioni furono eliminate dalla Repubblica Bergamasca con un decreto del 9 aprile. La rivolta veniva tuttavia sedata dal generale Landrieux nel giro di un mese.
In questo ambito iniziò anche a circolare la leggenda delle gesta di Pacì Paciana, il brigante.

## Fine dell'esperienza autonoma
In vista della formazione del governo della Repubblica Cisalpina, le truppe della Guardia nazionale bergamasca parteciparono alla grandiosa parata militare organizzata a Milano in occasione della Costituzione della Repubblica l'8 luglio 1797. Il successivo giorno 29 il Dipartimento del Serio, il nome che avrebbe preso la provincia, fu inclusa nella frontiera doganale dello Stato con proclama del ministro delle finanze. Già unita quindi a titolo provvisorio, la Repubblica Bergamasca entrò infine a far parte della Repubblica Cisalpina con la ratifica del trattato di Campoformio.